# Boldoria aculeata
Boldoria aculeata es una especie de escarabajo. Es la única especie del género Boldoria, familia Leiodidae. Fue descrita por René Gabriel Jeannel en 1924. Se encuentra en Italia.